# Arthur Marvin
Arthur Marvin (Condado de Onondaga, Maio de 1859 – Los Angeles, 18 de janeiro de 1911) foi um cineasta norte-americano, que trabalhou para a empresa American Mutoscope and Biograph Company, onde seu irmão Henry Marvin foi um dos quatro fundadores (junto com Herman Casler, William Kennedy Laurie Dickson e Elias Koopman). Dirigiu o curta-metragem Sherlock Holmes Baffled, que foi o primeiro filme conhecido do personagem Sherlock Holmes de Arthur Conan Doyle.
Seu sobrinho Daniel Marvin, filho de Henry, pereceu no naufrágio do RMS Titanic em 1912.